# Unaysaurus
Unaysaurus tolentinoi
Genre
Espèce
Unaysaurus est un genre éteint de dinosaures sauropodomorphes. Il a vécu au Trias supérieur ; c'est l'un des plus anciens dinosaures connus. L'holotype (UFSM 11069) a été découvert dans le sud du Brésil en 1998. Ce membre d'un groupe de dinosaures herbivores connus sous le nom prosauropodes, est apparenté à un dinosaure trouvé en Allemagne, Plateosaurus. Une seule espèce est rattachée au genre, Unaysaurus tolentinoi.

## Systématique
Le genre Unaysaurus et l'espèce Unaysaurus tolentinoi ont été décrits officiellement le 18 octobre 2004 par les paléontologues brésiliens Luciano Artemio Leal (d), Sergio A. K. Azevedo (d), Alexander Wilhelm Armin Kellner et Átila A. S. Darosa (d).

## Découverte
Unaysaurus a été trouvé dans l'État méridional du Brésil de Rio Grande do Sul, près de la ville de Santa Maria. Un squelette semi-articulé de Unaysaurus de 2,5 mètres de long a été récupéré dans la formation de Caturrita, datée du Norien, il y a environ 225 Ma (millions d'années),, qui a livré également des spécimens de Guaibasaurus.
Unaysaurus vécut il y a environ entre 225 et 201 millions d'années, à fin du Trias. Ce qui est maintenant le sud du Brésil était relié à l'époque au nord-ouest de l'Afrique. La plupart des terres émergées étaient unies dans le supercontinent Pangée, qui commençait tout juste à se diviser en Laurasie au nord et en Gondwana au sud. Les dinosaures les plus anciens retrouvés sont de cette partie du Brésil et du nord-ouest de l'Argentine, tels Eoraptor et Herrerasaurus, ce qui suggère que les premiers dinosaures étaient peut-être originaires de cette région correspondant au sud-ouest de la Pangée au Trias supérieur,,.

## Classification
Unaysaurus était autrefois rattaché à l'infra-ordre des prosauropodes, groupe paraphylétique aujourd'hui obsolète. Il est maintenant rattaché au clade des Plateosauria et à la famille des Plateosauridae.
Le plus proche parent de Unaysaurus n'a pas vécu en Amérique du Sud. Les auteurs de sa description l'ont apparenté à Plateosaurus, qui a vécu environ 210 millions d'années en Allemagne,.

## Étymologie
Le nom Unaysaurus vient du mot Unay (u-na-hee), qui signifie « eau noire » dans la langue locale Tupi, qui à son tour se réfère à « Agua Negra » (également «eaux noires») en portugais, ce nom est aussi celui de la région où les fossiles ont été trouvés. Le nom de l'espèce tolentinoi est nommé d'après Tolentino Marafiga, qui a découvert les fossiles au bord d'une route en 1998.

## Publication originale
- (en) Luciano A. Leal, Sergio A. K. Azevedo, Alexander W. A. Kellner et Átila A. S. Da Rosa, « A new early dinosaur (Sauropodomorpha) from the Caturrita Formation (Late Triassic), Paran Basin, Brazil », Zootaxa, Magnolia Press (d), vol. 690, no 1,‎ 18 octobre 2004, p. 1-24 (ISSN 1175-5334 et 1175-5326, OCLC 49030618, DOI 10.11646/ZOOTAXA.690.1.1, lire en ligne).